# 82 objetos que cuentan un país: una historia de España
82 objetos que cuentan un país: una historia de España es un ensayo histórico escrito por el historiador e investigador del CSIC Manuel Lucena Giraldo.
Está inspirado por obras como The Smithsonian's History of America in 101 Objects  (“101 objetos que fabricaron América”), del Instituto Smithsoniano o  Una historia del mundo en cien objetos , de Neil McGregor, director del Museo Británico. Intenta explicar la historia de España a través de determinados objetos de la cultura material «cargados de significado».

## Objetos

### España prehistórica
| Imagen | número | Objeto                                                     | Origen                                                      | Fecha                   | Lugar donde se encuentra             |
| ------ | ------ | ---------------------------------------------------------- | ----------------------------------------------------------- | ----------------------- | ------------------------------------ |
|        | 1      | Hacha de mano del yacimiento de Atapuerca, bifaz Excalibur | Sima de los huesos, Sierra de Atapuerca Provincia de Burgos | 500.000 a. C.           | Museo de la Evolución Humana, Burgos |
|        | 2      | Bisonte hembra, cuevas de Altamira                         | Cueva de Altamira Provincia de Cantabria                    | 14.500 a. C.            | in situ                              |
|        | 3      | Imagen de mujer recogiendo miel, cuevas de la Araña        | Cueva de la Araña Provincia de Valencia                     | hacia 10.000 a. C.      | in situ                              |
|        | 4      | Vaso oculado, necrópolis de Los Millares                   | Los Millares Provincia de Almería                           | 2700 - 1800 a. C.       | Museo arqueológico Nacional, Madrid  |
|        | 5      | «Candelabros» de Lebrija, cultura Tartessos                | Lebrija Provincia de Sevilla                                | Siglo VII a. C.         | Museo arqueológico Nacional, Madrid  |
|        | 6      | Dama de Elche                                              | La Alcudia Provincia de Alicante                            | Siglos V-IV a. C.       | Museo arqueológico Nacional, Madrid  |
|        | 7      | Toros de Guisando                                          | Cerro de Guisando Provincia de Ávila                        | Hacia el siglo II a. C. | in situ                              |
|        | 8      | Fíbula hallada en el yacimiento de Numancia                | Numancia Provincia de Soria                                 | Siglo II a. C.          | Museo Numantino de Soria, Soria      |

### España romana
| Imagen | número | Objeto                                                       | Origen                                    | Fecha                     | Lugar donde se encuentra                    |
| ------ | ------ | ------------------------------------------------------------ | ----------------------------------------- | ------------------------- | ------------------------------------------- |
|        | 9      | Ofrenda de Orestes y Pílades                                 | Jardines de Porta Pinciana, Roma          | Hacia 10 a. C.            | Museo Nacional del Prado, Madrid            |
|        | 10     | Moneda con la efigie del emperador Adriano, denario de plata |                                           | Siglo II                  | Fábrica Nacional de Moneda y Timbre, Madrid |
|        | 11     | Torre de Hércules                                            | La Coruña Provincia de La Coruña          | Segunda mitad del siglo I | in situ                                     |
|        | 12     | Acueducto de Segovia                                         | Segovia Provincia de Segovia              | Hacia el año 50           | in situ                                     |
|        | 13     | Muñeca romana                                                | Necrópolis de Ontur Provincia de Albacete | siglo IV                  | Museo de Albacete, Albacete                 |

### España medieval
| Imagen | número | Objeto                                                                     | Origen                                                        | Fecha                                            | Lugar donde se encuentra                                               |
| ------ | ------ | -------------------------------------------------------------------------- | ------------------------------------------------------------- | ------------------------------------------------ | ---------------------------------------------------------------------- |
|        | 14     | Etimologías, san Isidoro de Sevilla (615-621) Códice toledano del siglo IX |                                                               | 801-900                                          | Biblioteca Nacional, Madrid Primera edición impresa en Augsburgo, 1472 |
|        | 15     | Corona de Recesvinto                                                       | Tesoro de Guarrazar Provincia de Toledo                       | 649-672                                          | Museo Arqueológico Nacional, Madrid                                    |
|        | 16     | Cruz de los Ángeles                                                        | Reino de Asturias Principado de Asturias                      | 808                                              | Catedral de Oviedo, Oviedo                                             |
|        | 17     | Capitel de Medina Azahara                                                  | Medina Azahara Provincia de Córdoba                           | Mediados del siglo IX                            | in situ                                                                |
|        | 18     | Manuscrito del Cantar de Mio Cid                                           | Archivo del Concejo de Vivar Provincia de Burgos              | siglo XIV (códice) Texto compuesto antes de 1207 | Biblioteca Nacional, Madrid                                            |
|        | 19     | Cáliz de doña Urraca                                                       | Vasos romanos, donados en forma de cáliz por Urraca de Zamora | Hacia 1063                                       | Real Colegiata de San Isidoro de León, León                            |
|        | 20     | Concha de peregrino (Pecten jacobeus) Símbolo del Camino de Santiago       |                                                               | A partir del siglo XI                            |                                                                        |
|        | 21     | Ábside de San Clemente de Tahull                                           | Valle de Bohí Provincia de Lérida                             | Hacia 1123                                       | Museo Nacional de Arte de Cataluña, Barcelona                          |
|        | 22     | Pendón de Las Navas de Tolosa, monasterio de Las Huelgas (Burgos)          | Tapiz almohade, Andalucía                                     | 1212                                             | Museo de Telas Medievales, Burgos                                      |
|        | 23     | Vidrieras de la Catedral de León                                           | León Provincia de León                                        | 1270-1277                                        | in situ                                                                |
|        | 24     | Astrolabio hispanojudío                                                    | España                                                        | 1345-1355                                        | Museo Británico, Londres                                               |
|        | 25     | Atlas de Abraham Cresques                                                  | ¿Mallorca? Islas Baleares                                     | 1375                                             | Biblioteca Nacional de Francia, París                                  |
|        | 26     | Lonja de la Seda de Valencia (o de los Mercaderes) Sala de la Contratación | Valencia Provincia de Valencia                                | 1482-1498                                        | in situ                                                                |
|        | 27     | Fuente del patio de los Leones                                             | Palacio de la Alhambra, Granada Provincia de Granada          | 1362-1391                                        | in situ                                                                |

### España de los Austrias
| Imagen | número | Objeto                                                                                       | Origen                                                                      | Fecha                    | Lugar donde se encuentra                                                                   |
| ------ | ------ | -------------------------------------------------------------------------------------------- | --------------------------------------------------------------------------- | ------------------------ | ------------------------------------------------------------------------------------------ |
|        | 28     | Arqueta de joyas de Isabel la Católica                                                       |                                                                             | 1495-1500                | Capilla Real de Granada, Catedral de Granada                                               |
|        | 29     | Gramática de Antonio de Nebrija                                                              | 1.ª ed. Salamanca Provincia de Salamanca                                    | 1492                     | Biblioteca Nacional, Madrid                                                                |
|        | 30     | Carta general con la primera representación de América, Juan de la Cosa                      | El Puerto de Santa María Provincia de Cádiz                                 | 1500                     | Museo Naval, Madrid                                                                        |
|        | 31     | Biombo con escena de ofrecimiento de vasallaje de los indígenas tlaxcaltecas a Hernán Cortés | Ciudad de México                                                            | 1698                     | Museo de América, Madrid                                                                   |
|        | 32     | Tienda indoportuguesa de «Carlos V»                                                          | ¿India portuguesa?                                                          | 1534                     | Museo del Ejército, Toledo                                                                 |
|        | 33     | Cédula fundacional del Archivo de Simancas                                                   | Bruselas                                                                    | 16 de septiembre de 1540 | Archivo de Simancas, Valladolid                                                            |
|        | 34     | Armadura ecuestre de Carlos V llamada «de Mühlberg», Desiderius Helmschmid                   | Augsburgo                                                                   | 1544                     | Palacio Real de Madrid                                                                     |
|        | 35     | Repostero de Fernán Núñez, sobre vela procedente de la batalla de Lepanto                    | Trozo de vela de galera turca, pintada h. 1690 por Francisco Meneses Osorio | 1571                     | Museo Naval, Madrid                                                                        |
|        | 36     | Esfera armilar                                                                               | Antonio Santucci, Florencia                                                 | 1582                     | Biblioteca del monasterio de San Lorenzo de El Escorial                                    |
|        | 37     | Perla Peregrina, Felipe III a caballo, Diego Velázquez                                       |                                                                             | 1634-1635                | Museo Nacional del Prado, Madrid (el cuadro); la Perla Peregrina, no se sabe con seguridad |
|        | 38     | Portada de la primera edición del Quijote                                                    | Madrid Provincia de Madrid                                                  | 1605                     | Biblioteca Nacional, Madrid                                                                |
|        | 39     | Gran relicario del convento de la Encarnación                                                |                                                                             | 1616                     | Convento de la Encarnación, Madrid                                                         |
|        | 40     | Quevedos, anteojos de Francisco de Quevedo Retrato atribuido a Juan van der Hammen           |                                                                             | Hacia 1630               | Instituto Valencia de Don Juan, Madrid                                                     |
|        | 41     | Las lanzas o La rendición de Breda, Diego Velázquez                                          | Salón de Reinos del Buen Retiro, Madrid Provincia de Madrid                 | 1634-1635                | Museo Nacional del Prado, Madrid                                                           |
|        | 42     | Las meninas o La familia de Felipe IV, Diego Velázquez                                       | Despacho de Felipe IV en el Alcázar, Madrid Provincia de Madrid             | 1656                     | Museo Nacional del Prado, Madrid                                                           |
|        | 43     | Bargueño                                                                                     |                                                                             | 1666-1699                | Museo de Bellas Artes de Sevilla                                                           |

### España ilustrada
| Imagen | número | Objeto                                                                                     | Origen                                            | Fecha               | Lugar donde se encuentra                |
| ------ | ------ | ------------------------------------------------------------------------------------------ | ------------------------------------------------- | ------------------- | --------------------------------------- |
|        | 44     | Vista del Palacio Real                                                                     | Madrid Provincia de Madrid                        | 1738-1764           | Madrid                                  |
|        | 45     | Mesa de Carlos III, Francisco Ginghi                                                       | Nápoles                                           | 1738-1749           | Museo Nacional del Prado, Madrid        |
|        | 46     | Mapa del tratado de Madrid                                                                 | Madrid Provincia de Madrid                        | 13 de enero de 1750 | Archivo General de Simancas, Valladolid |
|        | 47     | Moneda de oro de Carlos III Cuatro escudos, cerca de Popayán (Colombia)                    | Virreinato de Nueva Granada                       | 1760                | Museo Arqueológico Nacional, Madrid     |
|        | 48     | Naipes de la baraja española de la Real Fábrica de Macharaviaya                            | Macharaviaya Provincia de Málaga                  | 1776                | Málaga                                  |
|        | 49     | Estanterías del Archivo General de Indias                                                  | Sevilla Provincia de Sevilla                      | 1786                | in situ                                 |
|        | 50     | Plaza de toros de Ronda                                                                    | Ronda Provincia de Málaga                         | 1785                | in situ                                 |
|        | 51     | Guantes cortos                                                                             | Félix Torruella, Barcelona Provincia de Barcelona | Hacia 1790          | Museo Cerralbo, Madrid                  |
|        | 52     | Estampa, la corbeta Atrevida entre bancas de hielo en el cabo de Hornos, Fernando Brambila |                                                   | 1794                | Museo Naval, Madrid                     |
|        | 53     | La familia de Carlos IV, Francisco de Goya                                                 | Palacio Real de Madrid Provincia de Madrid        | 1800                | Museo Nacional del Prado, Madrid        |

### España, un largosigloXIX
| Imagen | número | Objeto                                     | Origen                                       | Fecha                 | Lugar donde se encuentra                |
| ------ | ------ | ------------------------------------------ | -------------------------------------------- | --------------------- | --------------------------------------- |
|        | 54     | El tres de mayo de 1808, Francisco de Goya | ...                                          | 1814                  | Museo Nacional del Prado, Madrid        |
|        | 55     | Décimo de la lotería nacional              |                                              | 1812                  | Museo Casa de la Moneda, Madrid         |
|        | 56     | Bandera carlista del general Ramón Cabrera | ...                                          | 1833                  | Museo del Ejército, Toledo              |
|        | 57     | Tricornio de la Guardia Civil              |                                              | Desde 1860            |                                         |
|        | 58     | Guardapeines, cerámica de Sargadelos       | Real Fábrica de Sargadelos Provincia de Lugo | 1845-1862             | Museo del Romanticismo, Madrid          |
|        | 59     | Abanico                                    |                                              | 1858                  | Museo Nacional del Romanticismo, Madrid |
|        | 60     | Submarino de Isaac Peral                   |                                              | 1888                  | Cartagena                               |
|        | 61     | Microscopio de Ramón y Cajal               |                                              | Finales del siglo XIX | Museo del Ejército, Toledo              |
|        | 62     | Puente colgante de Vizcaya                 | Provincia de Vizcaya                         | 1893                  | in situ                                 |

### España, el corto siglo XX
| Imagen | número | Objeto                                                       | Origen                                                   | Fecha      | Lugar donde se encuentra                  |
| ------ | ------ | ------------------------------------------------------------ | -------------------------------------------------------- | ---------- | ----------------------------------------- |
|        | 63     | Confidente, silla de la casa Batlló, Antoni Gaudí            | Barcelona Provincia de Barcelona                         | 1904-1906  | in situ                                   |
|        | 64     | Garrote vil                                                  |                                                          | 1820-1974  |                                           |
|        | 65     | Autogiro                                                     |                                                          | 1923       | Museo del Aire, Madrid                    |
|        | 66     | Guernica, Pablo Picasso                                      | Pabellón español de la Exposición internacional de París | 1937       | Museo Nacional Centro de Arte Reina Sofía |
|        | 67     | Futbolín, Alejandro Finisterre                               |                                                          | 1937       |                                           |
|        | 68     | Película Bienvenido, Mister Marshall, Luis García Berlanga   |                                                          | 1953       |                                           |
|        | 69     | Vestido de Balenciaga                                        |                                                          | 1955       | Museo del Traje, Madrid                   |
|        | 70     | Toro de Osborne, Manolo Prieto                               |                                                          | 1956       |                                           |
|        | 71     | Bombona de butano                                            |                                                          | 1957       |                                           |
|        | 72     | Fregona, Manuel Jalón                                        |                                                          | 1957       |                                           |
|        | 73     | Tren Talgo III, Alejandro Goicoechea Omar                    |                                                          | 1964       |                                           |
|        | 74     | Seat 600                                                     |                                                          | 1957-1973  |                                           |
|        | 75     | Motocicleta Montesa Cota                                     |                                                          | Desde 1968 |                                           |
|        | 76     | Dodge 3700 GT Utilizado por el almirante Luis Carrero Blanco | Factoría Chrysler de Villaverde Provincia de Madrid      | 1973       |                                           |

### España Global, el tiempo presente
| Imagen | número | Objeto                                                                               | Origen              | Fecha      | Lugar donde se encuentra      |
| ------ | ------ | ------------------------------------------------------------------------------------ | ------------------- | ---------- | ----------------------------- |
|        | 77     | Constitución española                                                                |                     | 1978       |                               |
|        | 78     | Mascota Cobi                                                                         |                     | 1992       | Juegos Olímpicos de Barcelona |
|        | 79     | Calzado Camper, modelo «Pelotas»                                                     | Islas Baleares      | 1995       |                               |
|        | 80     | Flamenco Patrimonio cultural inmaterial de la humanidad de la UNESCO                 |                     | 2010       |                               |
|        | 81     | Copa del Campeonato del Mundo de fútbol                                              |                     | 2010       |                               |
|        | 82     | Edificio de la Terminal 4 del aeropuerto Adolfo Suárez-Madrid Barajas, Lamela Rogers | Provincia de Madrid | Desde 2006 |                               |